# Saint-Outrille
Saint-Outrille est une commune française située dans le département du Cher en région Centre-Val de Loire.

## Géographie

### Hydrographie
Le territoire communal est arrosé par les rivières Fouzon et Pozon.
Le confluent de ces deux cours d'eau est sur le territoire de la commune.
Il s'agit d'affluents du Cher, et donc de sous-affluents de  la Loire.

### Climat
Pour des articles plus généraux, voir Climat du Centre-Val de Loire et Climat du Cher.
En 2010, le climat de la commune est de type climat océanique dégradé des plaines du Centre et du Nord, selon une étude du CNRS s'appuyant sur une série de données couvrant la période 1971-2000. En 2020, Météo-France publie une typologie des climats de la France métropolitaine dans laquelle la commune est exposée à un climat océanique altéré et est dans la région climatique  Centre et contreforts nord du Massif Central, caractérisée par un air sec en été et un bon ensoleillement. 
Pour la période 1971-2000, la température annuelle moyenne est de 11,4 °C, avec une amplitude thermique annuelle de 14,9 °C. Le cumul annuel moyen de précipitations est de 690 mm, avec 11 jours de précipitations en janvier et 7 jours en juillet. Pour la période 1991-2020, la température moyenne annuelle observée sur la station météorologique la plus proche, située sur la commune de Graçay à 1 km à vol d'oiseau, est de 12,1 °C et le cumul annuel moyen de précipitations est de 741,3 mm,. Pour l'avenir, les paramètres climatiques de la commune estimés pour 2050 selon différents scénarios d'émission de gaz à effet de serre sont consultables sur un site dédié publié par Météo-France en novembre 2022.
| Mois                                  | jan.             | fév.           | mars           | avril         | mai           | juin           | jui.           | août           | sep.          | oct.            | nov.            | déc.             | année      |
| ------------------------------------- | ---------------- | -------------- | -------------- | ------------- | ------------- | -------------- | -------------- | -------------- | ------------- | --------------- | --------------- | ---------------- | ---------- |
| Température minimale moyenne (°C)     | 1,5              | 1              | 3              | 4,9           | 8,8           | 12,2           | 13,9           | 13,7           | 10,4          | 8,2             | 4,3             | 2                | 7          |
| Température moyenne (°C)              | 4,6              | 5,2            | 8,4            | 11,1          | 14,9          | 18,4           | 20,3           | 20,2           | 16,5          | 12,9            | 7,9             | 5                | 12,1       |
| Température maximale moyenne (°C)     | 7,7              | 9,3            | 13,8           | 17,2          | 20,9          | 24,6           | 26,8           | 26,7           | 22,7          | 17,5            | 11,6            | 8,1              | 17,2       |
| Record de froid (°C) date du record   | −20,1 17.01.1987 | −16,5 06.02.12 | −11,4 01.03.05 | −5,4 04.04.22 | −0,8 06.05.19 | 2,7 07.06.1986 | 5,8 13.07.1993 | 3,2 31.08.1986 | 0,7 20.09.12  | −5,2 30.10.1997 | −9,7 23.11.1993 | −15,4 31.12.1985 | −20,1 1987 |
| Record de chaleur (°C) date du record | 17,2 25.01.16    | 22,6 27.02.19  | 26,6 31.03.21  | 31 20.04.1968 | 34,1 27.05.05 | 40,1 18.06.22  | 41,2 25.07.19  | 39,5 05.08.03  | 36,2 14.09.20 | 30,8 01.10.1985 | 24,3 08.11.15   | 18,3 16.12.1989  | 41,2 2019  |
| Précipitations (mm)                   | 62               | 51,4           | 52,8           | 62,3          | 74,6          | 54,3           | 56,3           | 57,5           | 59,4          | 71,9            | 67,7            | 71,1             | 741,3      |

## Urbanisme

### Typologie
Au 1er janvier 2024, Saint-Outrille est catégorisée bourg rural, selon la nouvelle grille communale de densité à 7 niveaux définie par l'Insee en 2022.
Elle est située hors unité urbaine. Par ailleurs la commune fait partie de l'aire d'attraction de Vierzon, dont elle est une commune de la couronne,. Cette aire, qui regroupe 20 communes, est catégorisée dans les aires de moins de 50 000 habitants,.

### Occupation des sols

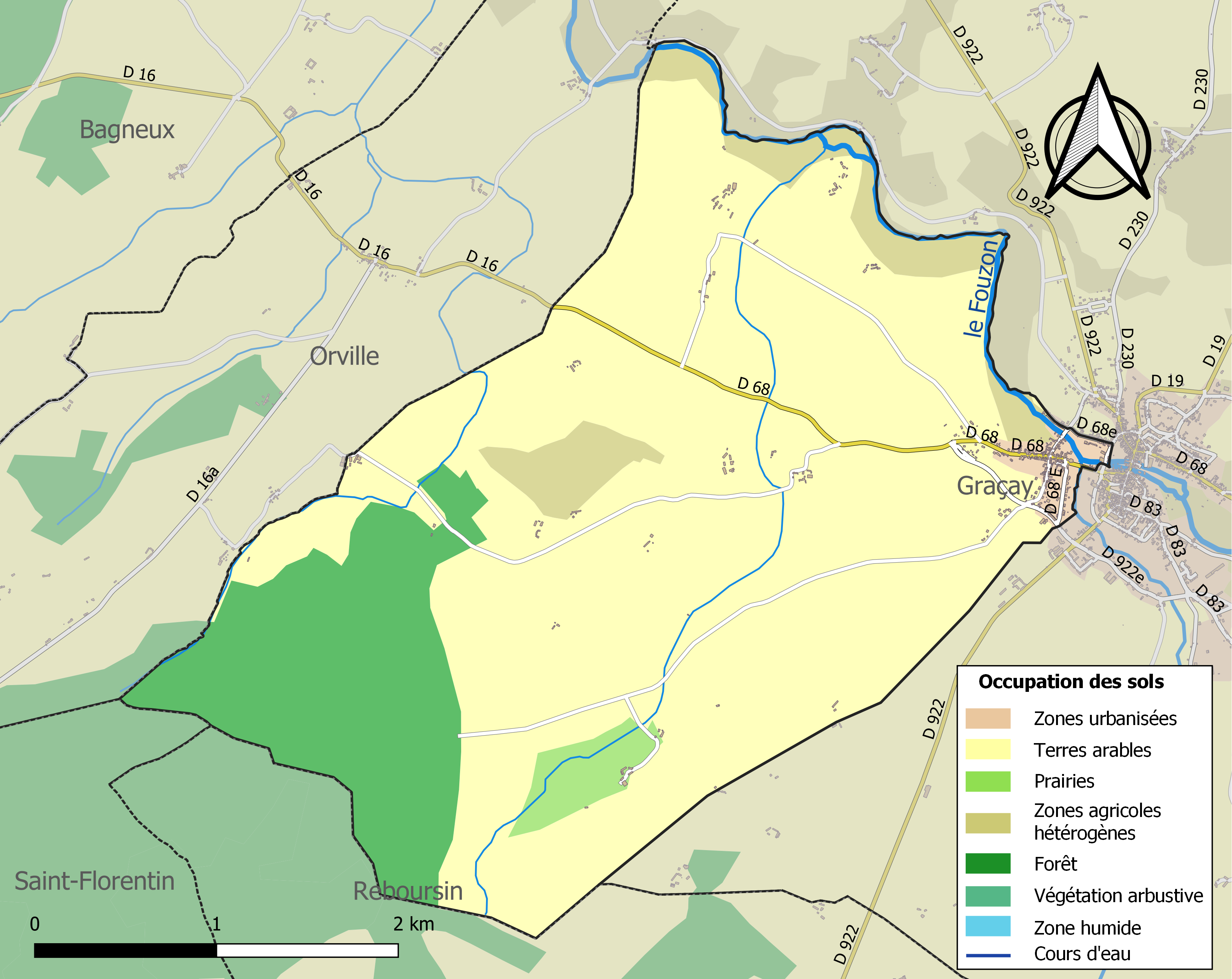
Carte des infrastructures et de l'occupation des sols de la commune en 2018 (CLC).

L'occupation des sols de la commune, telle qu'elle ressort de la base de données européenne d’occupation biophysique des sols Corine Land Cover (CLC), est marquée par l'importance des territoires agricoles (81,7 % en 2018), une proportion sensiblement équivalente à celle de 1990 (81,9 %). La répartition détaillée en 2018 est la suivante : 
terres arables (73,9 %), forêts (17,1 %), zones agricoles hétérogènes (5,7 %), prairies (2 %), zones urbanisées (1,2 %).
L'évolution de l’occupation des sols de la commune et de ses infrastructures peut être observée sur les différentes représentations cartographiques du territoire : la carte de Cassini (XVIIIe siècle), la carte d'état-major (1820-1866) et les cartes ou photos aériennes de l'IGN pour la période actuelle (1950 à aujourd'hui).

### Habitat et logement
En 2018, le nombre total de logements dans la commune était de 151, alors qu'il était de 155 en 2013 et de 153 en 2008.
Parmi ces logements, 74,9 % étaient des résidences principales, 13,8 % des résidences secondaires et 11,2 % des logements vacants. Ces logements étaient pour 96,7 % d'entre eux des maisons individuelles et pour 2,6 % des appartements.
Le tableau ci-dessous présente la typologie des logements à Saint-Outrille en 2018 en comparaison avec celle du Cher et de la France entière. Une caractéristique marquante du parc de logements est ainsi une proportion de résidences secondaires et logements occasionnels (13,8 %) supérieure à celle du département (7,5 %) et à celle de la France entière (9,7 %). Concernant le statut d'occupation de ces logements, 84,2 % des habitants de la commune sont propriétaires de leur logement (87 % en 2013), contre 67,1 % pour le Cher et 57,5 % pour la France entière.
| Typologie                                               | Saint-Outrille | Cher | France entière |
| ------------------------------------------------------- | -------------- | ---- | -------------- |
| Résidences principales (en %)                           | 74,9           | 79,6 | 82,1           |
| Résidences secondaires et logements occasionnels (en %) | 13,8           | 7,5  | 9,7            |
| Logements vacants (en %)                                | 11,2           | 12,9 | 8,2            |

### Risques naturels et technologiques
Le territoire de la commune de Saint-Outrille est vulnérable à différents aléas naturels : météorologiques (tempête, orage, neige, grand froid, canicule ou sécheresse), mouvements de terrains et séisme (sismicité faible). Un site publié par le BRGM permet d'évaluer simplement et rapidement les risques d'un bien localisé soit par son adresse soit par le numéro de sa parcelle.

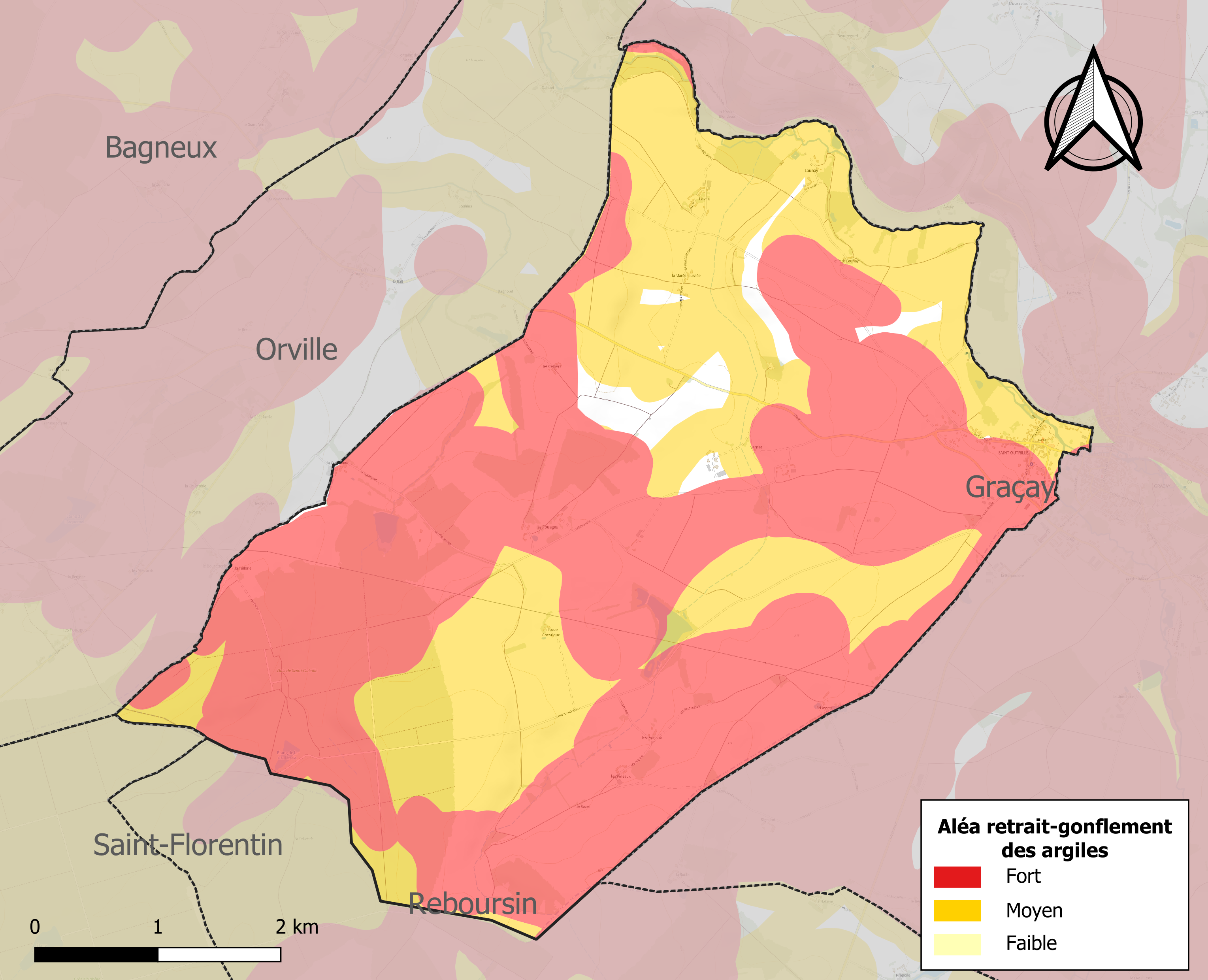
Carte des zones d'aléa retrait-gonflement des sols argileux de Saint-Outrille.

La commune est vulnérable au risque de mouvements de terrains constitué principalement du retrait-gonflement des sols argileux. Cet aléa est susceptible d'engendrer des dommages importants aux bâtiments en cas d’alternance de périodes de sécheresse et de pluie. 97,1 % de la superficie communale est en aléa moyen ou fort (90 % au niveau départemental et 48,5 % au niveau national). Sur les 156 bâtiments dénombrés sur la commune en 2019, 156 sont en aléa moyen ou fort, soit 100 %, à comparer aux 83 % au niveau départemental et 54 % au niveau national. Une cartographie de l'exposition du territoire national au retrait gonflement des sols argileux est disponible sur le site du BRGM,.
Concernant les mouvements de terrains, la commune a été reconnue en état de catastrophe naturelle au titre des dommages causés par la sécheresse en 2018 et 2019 et par des mouvements de terrain en 1999.

## Toponymie
Le nom de la commune vient de celui de saint Austrégésile, archevêque de Bourges de 597 à 624, dont la forme populaire était Outrille.
Au cours de la Révolution française, la commune porta provisoirement le nom de L'Égalité.

## Politique et administration

### Rattachements administratifs et électoraux
La commune se trouve dans le département du Cher et, depuis 1984, dans l'arrondissement de Vierzon. Pour l'élection des députés, elle fait partie depuis 1988 de la deuxième circonscription du Cher.
Elle faisait partie depuis 1793  du canton de Graçay. Dans le cadre du redécoupage cantonal de 2014 en France, la commune est désormais intégrée au canton de Vierzon-2.

### Intercommunalité
Graçay et Saint-Outrille ont créé fin 1993 la communauté de communes de Graçay Saint-Outrille, qui a pris la dénomination de communauté de communes des Vallées vertes du Cher Ouest à la suite de l'adhésion de nouvelles communes en 2000.
Cette intercommunalité fusionne avec la communauté de communes Vierzon Pays des Cinq rivières, la nouvelle intercommunalité créée le 1er janvier 2013 portant le nom de communauté de communes Vierzon Sologne Berry.
Le 1er janvier 2020, celle-ci a fusionné avec la communauté de communes les Villages de la Forêt pour former la communauté de communes Vierzon-Sologne-Berry et Villages de la Forêt, dont la commune est désormais membre.

### Liste des maires
| Période                                  | Période   | Identité             | Étiquette | Qualité                    |
| ---------------------------------------- | --------- | -------------------- | --------- | -------------------------- |
| Les données manquantes sont à compléter. |           |                      |           |                            |
| novembre 1944                            | 1946      | Charles Boursier     |           |                            |
| 1946                                     | 1947      | René Gouguet         |           |                            |
| 1947                                     | 1959      | Gabriel Lambert      |           |                            |
| 1959                                     | 1977      | René Ragot           |           |                            |
| 1977                                     | 1983      | André Roux           |           |                            |
| mars 1983                                | mars 2008 | Jean-Pierre Beauvais |           |                            |
| mars 2008                                | mars 2016 | Laurent Georges      | DVD       | Agriculteur Démissionnaore |
| avril 2016                               | En cours  | Alain Lebranchu,     |           | Ancien cadre               |

### Distinctions et labels
Dans son palmarès 2019, le conseil national de villes et villages fleuris a attribué une fleur à la commune au Concours des villes et villages fleuris.

## Démographie
L'évolution du nombre d'habitants est connue à travers les recensements de la population effectués dans la commune depuis 1793. Pour les communes de moins de 10 000 habitants, une enquête de recensement portant sur toute la population est réalisée tous les cinq ans, les populations de référence des années intermédiaires étant quant à elles estimées par interpolation ou extrapolation. Pour la commune, le premier recensement exhaustif entrant dans le cadre du nouveau dispositif a été réalisé en 2007.

En 2022, la commune comptait 215 habitants, en stagnation par rapport à 2016 (Cher : −2,48 %, France hors Mayotte : +2,11 %).
| 1793 | 1800 | 1806 | 1821 | 1831 | 1836 | 1841 | 1846 | 1851 |
| ---- | ---- | ---- | ---- | ---- | ---- | ---- | ---- | ---- |
| 399  | 372  | 424  | 416  | 444  | 484  | 505  | 511  | 545  |

| 1856 | 1861 | 1866 | 1872 | 1876 | 1881 | 1886 | 1891 | 1896 |
| ---- | ---- | ---- | ---- | ---- | ---- | ---- | ---- | ---- |
| 521  | 498  | 537  | 537  | 538  | 525  | 534  | 512  | 462  |

| 1901 | 1906 | 1911 | 1921 | 1926 | 1931 | 1936 | 1946 | 1954 |
| ---- | ---- | ---- | ---- | ---- | ---- | ---- | ---- | ---- |
| 453  | 472  | 467  | 392  | 372  | 350  | 354  | 330  | 351  |

| 1962 | 1968 | 1975 | 1982 | 1990 | 1999 | 2006 | 2007 | 2012 |
| ---- | ---- | ---- | ---- | ---- | ---- | ---- | ---- | ---- |
| 295  | 284  | 294  | 288  | 259  | 203  | 213  | 214  | 209  |

| 2017 | 2022 | - | - | - | - | - | - | - |
| ---- | ---- | - | - | - | - | - | - | - |
| 220  | 215  | - | - | - | - | - | - | - |

## Culture locale et patrimoine

### Lieux et monuments
- Collégiale Saint-Austrégésile de Saint-Outrille : église mi-romane pour le chœur, les absidioles et une partie du transept qui datent du début du XIIe siècle, mi-gothique pour la nef du XVe siècle. 
Le chevet est surmonté d'un clocher tors recouvert de bardeaux de châtaignier. 
L'édifice est classée monument historique depuis 1886[24],[25].